# Wechlingbach
Der Wechlingbach (auch Kemmelbach) ist ein rechter Zufluss zur Ybbs bei Kemmelbach in Niederösterreich.

## Beschreibung
Der Wechlingbach entspringt im großen Talkessel des Seichten Grabens bei Oed am Seichten Graben und nimmt sogleich den nördlich unterhalb des Pfaffenberges (332 m ü. A.) entstehenden Bach bei Grubhof auf, der in Wechling von links in den Wechlingbach einfließt. Als weiterer Zubringer kommt noch der Bach bei Pyhra hinzu, der bei Königstetten von links in den Wechlingbach mündet. Dieser strömt sodann auf Kemmelbach zu, um sich nördlich davon in die Ybbs zu ergießen. Insgesamt umfasst sein Einzugsgebiet 7,7 km² in weitgehend offener Landschaft.